# Мелнишка каза
Мелнишката каза е каза в Османската империя, част от Сярския санджак на Солунския вилает в началото на XX век. Център на казата е град Мелник, като от нея са взети много селища и са предадени на Петричка каза.
Към 1900 година според статистиката на Васил Кънчов („Македония. Етнография и статистика“) казата брои 16 998 българи християни, 700 българи мухамедани, 5551 турци, 2650 гърци християни, 1150 власи, 1222 цигани, или общо 28 271 души.
След Балканските войни казата остава в Царство България.

## Вижте още
- Мелнишко